# ميشيل دانيسي
ميشيل دانيسي (بالإيطالية: Michele Danese)‏ مواليد 11 سبتمبر 1982، هو متسابق دراجات نارية إيطالي. نافس في سباقات بطولة العالم لفئة 250 سي سي ولفئة 125 سي سي ولفئة 50 سي سي.